# Iwan Heschko
Iwan Tarassowytsch Heschko (ukrainisch Іван Тарасович Гешко, engl. Transkription Ivan Heshko; * 19. August 1979 in Czernowitz) ist ein ukrainischer Mittelstreckenläufer.
Iwan Heschko stellte 2004 ukrainische Rekorde im 1500-Meter-Lauf und über die Meile auf und gewann seit 2003 bei internationalen Meisterschaften fünf Medaillen.

## Karriere
Nach Platz 11 bei den Juniorenweltmeisterschaften 1998 und Platz 4 bei den U23-Europameisterschaften 1999 nahm Heschko an den Olympischen Spielen 2000 in Sydney teil, schied aber im Vorlauf aus. Bei den U23-Europameisterschaften 2001 gewann Heschko in 3:39,37 min Silber hinter dem Deutschen Wolfram Müller. In München bei den Europameisterschaften 2002 schied Heschko erneut im Vorlauf aus.
Der Durchbruch in der Erwachsenenklasse gelang ihm bei den Hallenweltmeisterschaften 2003 in Birmingham, als er in einem Bummelrennen in 3:44,56 min Fünfter wurde. Im Sommer bei den Weltmeisterschaften 2003 in Paris gewann er in 3:33,17 min Bronze hinter Hicham El Guerrouj (MAR) und Mehdi Baala (FRA).
Zum Auftakt der Olympiasaison belegte Heschko bei den Hallenweltmeisterschaften 2004 in Budapest in einem noch langsameren Rennen als im Jahr zuvor in 3:52,34 min Platz 2, drei Hundertstelsekunden vor ihm sprintete der Kenianer Paul Korir über die Ziellinie. In Athen bei den Olympischen Spielen 2004 lief Heschko 3:35,82 min und wurde Fünfter.
Bei den Halleneuropameisterschaften 2005 in Madrid siegte Heschko in 3:36,70 min vor den drei Spaniern Juan Carlos Higuero, Reyes Estévez und Arturo Casado. In Helsinki bei den Weltmeisterschaften 2005 belegte er in einem Sprintrennen in 3:38,71 min Rang 4.
2006 bei den Hallenweltmeisterschaften in Moskau gewann Heschko in 3:42,08 min. Bei den Europameisterschaften 2006 in Göteborg wurde Heschko in 3:39,50 min Zweiter hinter Mehdi Baala.
Bei einer Körpergröße von 1,81 m beträgt sein Wettkampfgewicht 70 kg.

## Persönliche Bestzeiten
- 800 m: 1:45,41 min (2003)
- 1000 m: 2:19,04 min (2001)
- 1500 m: 3:30,33 min (2004)
- 1 Meile: 3:50,04 min (2004)